# TK Meldert
Maillots
Dernière mise à jour : 3 août 2017.
Le THOR Kokerij Meldert est un club de football belge basé à Meldert. Le club porte le matricule 8126 et évolue en deuxième provinciale lors de la saison 2017-2018. Auparavant, il a disputé 17 saisons dans les séries nationales, dont le plus haut niveau atteint est la Division 3, où il passe 2 saisons.

## Le Club
- 1972 : fondation de T.H.O.R ( = Tot Heil Onzer Ribbekas) KOKERIJ MELDERT en 1972 et affiliation à "Koninklijke Katholieke Sportfederatie - Oost-Vlaanderen", fédération rivale de l'URBSFA
- 1974 : affiliation à l'URBSFA de THOR KOKERIJ MELDERT le 26/06/1974; le club reçoit le numéro matricule 8126
- 2004 : fusion de EENDRACHT MELDERT (6367) et THOR KOKERIJ MELDERT (8126) pour former VERBROEDERING MELDERT (8126) le 01/07/2004
- 2012 : changement de dénomination de VERBROEDERING MELDERT (8126) en THOR KOKERIJ MELDERT (8126)

## Résultats dans les divisions nationales
Statistiques mises à jour le 7 mai 2014

### Bilan
| Niv | Divisions     | Jouées | Titres | TM Up | TM Down |
| --- | ------------- | ------ | ------ | ----- | ------- |
| I   | 1re nationale | 0      | 0      |       |         |
| II  | 2e nationale  | 0      | 0      |       |         |
| III | 3e nationale  | 2      | 0      |       | 1       |
| IV  | 4e nationale  | 15     | 0      | 2     | 1       |
| V   | 5e nationale  | 0      | 0      |       |         |
|     |               |        |        |       |         |
|     | TOTAUX        | 17     | 0      | 2     | 2       |

- TM Up : test-match pour départager des égalités, ou toutes formes de Barrages ou de Tour final pour une montée éventuelle.
- TM Down : test-match pour départager des égalités, ou toutes formes de Barrages ou de Tour final pour le maintien.

### Classements
| Ordre               | Saison  | Nom du club    | Niveau             | Classement final | Remarques               |
| ------------------- | ------- | -------------- | ------------------ | ---------------- | ----------------------- |
| 1                   | 1997-98 | TK Meldert     | Promotion série B  | 9e/16            |                         |
| 2                   | 1998-99 | TK Meldert     | Promotion série B  | 6e/16            |                         |
| 3                   | 1999-00 | TK Meldert     | Promotion série B  | 10e/16           |                         |
| 4                   | 2000-01 | TK Meldert     | Promotion série B  | 5e/16            |                         |
| 5                   | 2001-02 | TK Meldert     | Promotion série B  | 2e/16            | Promu via tour final!   |
| 6                   | 2002-03 | TK Meldert     | Division 3 série A | 7e/16            |                         |
| 7                   | 2003-04 | TK Meldert     | Division 3 série A | 14e/16           | Relégué après barrages! |
| 8                   | 2004-05 | Verbr. Meldert | Promotion série B  | 13e/16           | Barrages!               |
| 9                   | 2005-06 | Verbr. Meldert | Promotion série B  | 2e/16            | Tour final!             |
| 10                  | 2006-07 | Verbr. Meldert | Promotion série B  | 10e/16           |                         |
| 11                  | 2007-08 | Verbr. Meldert | Promotion série A  | 11e/16           |                         |
| 12                  | 2008-09 | Verbr. Meldert | Promotion série B  | 5e/16            |                         |
| 13                  | 2009-10 | Verbr. Meldert | Promotion série B  | 5e/16            |                         |
| 14                  | 2010-11 | Verbr. Meldert | Promotion série B  | 4e/16            |                         |
| 15                  | 2011-12 | Verbr. Meldert | Promotion série B  | 3e/16            |                         |
| 16                  | 2012-13 | TK Meldert     | Promotion série B  | 4e/16            |                         |
| 17                  | 2013-14 | TK Meldert     | Promotion série B  | 14e/16           | Relégué!                |
| séries provinciales |         |                |                    |                  |                         |

### Sources et liens externes
- (nl) « Fiche de l'équipe », sur Belgian Soccer Database (TK Meldert)
- (nl) « Fiche de l'équipe », sur Belgian Soccer Database (Verbroedering Meldert)
- (nl) Site officiel du club